# Guñog
Guñog, también llamado Guñug, es un despoblado peruano ubicado en el distrito de Cajatambo, perteneciente a la provincia homónima del departamento de Lima, al centro oeste del Perú. 

## Ubicación
Guñog se ubica al noreste de la provincia de Cajatambo, en el distrito de Cajatambo, en el departamento de Lima.

## Demografía
En 1993 Guñog tenía una población de 6 habitantes, mientras que en 2017 no tuvo a ningún habitante empadronado.
| Gráfica de evolución demográfica de Guñog entre 1993 y 2017 |
|                                                             |
| Fuentes: Población 1993 y 2017                              |